# Tỉnh Kuwait
Tỉnh Kuwait (tiếng Ả Rập: محافظة الكويت) là tỉnh thứ 19 của Iraq được thành lập sau khi nước này xâm chiếm Kuwait vào năm 1990. Trước đó là nhà nước bù nhìn ngắn ngủi của Cộng hòa Kuwait. Tỉnh Kuwait bao gồm phần lớn lãnh thổ Kuwait bị chiếm đóng, ngoại trừ các khu vực phía bắc trở thành Huyện Saddamiyat al-Mitla'. Người họ hàng của Saddam Hussein là Ali Hassan al-Majid trở thành tỉnh trưởng của tỉnh này.